# Estadio Monumental José Fierro
Das Estadio Monumental José Fierro ist ein Fußballstadion in der argentinischen Stadt San Miguel de Tucumán. Es bietet Platz für 29.200 Zuschauer und ist die Heimspielstätte des Fußballvereins Atlético Tucumán.

## Geschichte
Das Estadio Monumental José Fierro in San Miguel de Tucumán, einer Stadt mit über einer halben Million Einwohnern in der Provinz Tucumán und zugleich Hauptstadt der kleinsten Provinz Argentiniens, wurde im Jahre 1922 erbaut und am 21. Mai des gleichen Jahres eröffnet. Zunächst betrug die Kapazität der Sportstätte 5.000 Zuschauerplätze. Im Laufe der Jahre erhöhte sich das Fassungsvermögen auf 29.200 Plätze. Damit ist das Estadio Monumental José Fierro das größte Stadion in San Miguel de Tucumán, noch vor dem Estadio La Ciudadela vom CA San Martín, das Platz für 26.500 Zuschauer bietet.
Das Estadio Monumental José Fierro wird vom örtlichen Verein Atlético Tucumán als Austragungsort für Heimspiele im Fußball genutzt. In seiner Geschichte konnte der 1902 gegründete Club noch keine großen Erfolge verzeichnen, die über die Provinz Tucumán hinausgingen. Zwischen 1973 und 1981 sowie 1984, 2009/10 und erneut seit der Saison 2016/17 spielte bzw. spielt Atlético Tucumán in der ersten argentinischen Spielklasse.